# 畜産業の環境負荷報告書
畜産業の環境負荷：「環境問題とその選択」は、国連の報告書であり、国際連合食糧農業機関（通称：FAO）より2006年11月29日に発表された。この報告書の目的は、畜産業による環境への負荷について評定を行うと共に、環境負荷軽減のための技術的および政策や方針について検討することである。

## 概要
この評価については、畜産において必要となる飼料作物を育てる農業に加え、直接的影響を考慮しつつ、入手し得た最新かつ完全なデータを基に行われている。この報告書では、畜産業界が、ローカルレベルにおいても世界的レベルにおいても、最大級の環境破壊の原因であるとしている。この報告書では、土壌劣化、気候変動、大気汚染、水不足、水質汚染、生物多様性の喪失にフォーカスを置いた主要方針が必要であると提案している。
この報告書によると、国際連合食糧農業機関の高官であるHenning Steinfeld（ヘニング・スタインフェルド）博士は「食肉・畜産業界は、今日の環境問題の最も重要な原因のひとつだ」と述べており、「この問題を改善する為に、早急な対応が必要とされる」としている。
ライフサイクル分析アプローチに続き、この報告書では「地球温暖化の原因となる温室効果ガスのうち１８％は畜産業によるものである」としており、飼料生産（例：化学肥料の生産、放牧と飼料作物による森林伐採、飼料作物の栽培耕作、飼料の運搬と放牧とと飼料作物による土壌の有機物含有の喪失）畜産（例：腸内発酵と糞尿肥やしからのメタンと亜酸化窒素ガスの排出）と畜産物の輸送・流通の結果として、温室効果ガスの排出が増加しているとしている。このアプローチに基づいて報告書では、家畜が人為的活動に起因する二酸化炭素の約9％、メタンガスの37％、亜酸化窒素ガスの65％を輩出しているとしている。動物性食品業界における主な排出原因として、下記があげられている。
- 土地の使用とその方法の変化：新熱帯区の森林とその他の自然植生が、牧草地と飼料地に取って代わられ、飼料を育てるための牧草地や農耕地の土壌から2.5ギガトンに相当する二酸化炭素が排出されている。
- 飼料の生産（土壌からの炭素の排出は除く）：家畜の餌となる飼料用の化学肥料を生産するための化石燃料の使用、及び飼料作物とマメ科の飼料への化学肥料の使用によって、0.4ギガトン相当の二酸化炭素が排出されている。
- 動物生産：反芻動物による腸内発酵と農場での化石燃料使用による、1.9ギガトン相当の二酸化炭素の排出。
- 糞尿管理：主に家畜の糞尿保管、その活用と堆積による2.2ギガトン相当の二酸化炭素の排出。
- 加工と国際輸送・流通による0.03ギガトン相当の二酸化炭素の排出。

2010年3月、ある新聞によると、氏名不詳のアメリカ人科学者が、この畜産業の環境負荷報告書の筆者の一人に、輸送による二酸化炭素の排出の多さと、食肉業界による二酸化炭素の排出の相対的な多さの比較について、不備があると確信・納得させたと報道している。このアメリカ人科学者によれば、その理由として、排出量の計算量を算出する方法に異なる方法が用いられているからだとしている。食肉業界の排出量には、肥料生産、開墾作業、メタンガス排出、農場での車両や機材使用などの食肉生産に関連する全ての温室効果ガスの排出量が含まれているのに対し、輸送・流通による排出には、化石燃料の燃焼のみが含まれているからだとしている。

## 問題とされている方法論
食肉業界の関係者は、国連の報告書で用いられている計算方法、とりわけ、畜産業界が原因による森林伐採が計算に含まれていることに関して反論している。関係者は、牧草や草を飼料として与えることは、ニュージーランドではとても一般的な事であるとし、畜産から排出されるメタンガスと亜酸化窒素が、ニュージーランドで排出されている温室効果ガスの半数を占めるのにもかかわらず、畜産業への排出が低くなると主張している。この仮説とは裏腹に、Animal Science （動物科学）の機関紙の研究によると、放牧と飼育場からのメタンガスの排出を比較すると、放牧されている牛は飼料を与えられて飼育されている牛の4倍のメタンガスを排出しているとしている。“これらの測定結果は、質が低く、繊維の多い食生活をしている牛の方が、穀物率の高い食生活をしている牛よりもメタンガスを明らかに多く（約4倍）排出していると証明している。”これに続く研究でも、この結果をサポートする結果が出ている。
アメリカ合衆国環境保護庁によって、2008年4月版のアメリカ合衆国の排出に関する調査明細報告書によると、“2006年度の排出において、農業業界がアメリカ合衆国の温室効果ガスの全排出量の６％を占めている”としている。この報告書の農業の章では、米の生産、家畜による腸内発酵、家畜の糞尿・肥やし管理、農業の土壌管理についても含まれているが、燃料燃焼、農業による二酸化炭素の流れとその他の土地の使用方法の変化については含まれていない。ただし別途、エネルギー、土地使用、土地使用の変化、森林に関する章が設けられている。この結果について、2009年度のアメリカ合衆国環境保護庁のアメリカ合衆国における温室効果ガスについての調査明細報告書の草稿でも、同じことが書かれている。
2009年に発行された“Worldwatch Institute” 誌によると、環境アセスメントのスペシャリスト（環境影響評価専門家）であるRobert Goodland（ロバート・グッドランド）氏とJeff Anhang（ジェフ・アンハン）氏は、家畜と気候変動について、国際連合食糧農業機関（通称：FAO）は、畜産業界が少なくとも全世界の温室効果ガスの51％を排出しているにもかかわらず、畜産業界による環境への影響について大きく過小評価していると主張している。また、国際連合食糧農業機関（通称：FAO）が、グッドランド氏とアンハン氏が推薦する地球温暖化係数の20年値ではなく、地球温暖化係数（通称：GWP）の100年値のメタンガスの数値を使用していることを批判する声も上がっている。しかしながら、グッドランド氏とアンハン氏も、家畜によるメタンガス排出については除くが、地球温暖化係数の100年値の中の人為的起源による温室効果ガスの数値を自分たちの分析に使用し続けているという事実がある。さらなる論争点として、グッドランド氏とアンハン氏は、動物による呼吸については、生態系における短期の炭素循環であると広く認知され、除外されているにもかかわらず、動物による呼吸も数値に含まれるべきであると主張していることである。報告書は国際連合食糧農業機関（通称：FAO）から高く評価され、国際連合の機関や国際的機関にて参考・引用されている。しかしながら、畜産と気候変動への批判が起きており、その中には国際連合食糧農業機関（通称：FAO）内部からのものもある。国際連合食糧農業機関（通称：FAO）は、改訂された方法と新しい参考年度（2005年）のデータを使用し、人為的起因による温室効果ガスの排出の14.5％は畜産業によるものであると推定している。

## 報告書の参考文献
Reference to the report 報告書の出典
The report was the main scientific source for the documentary Meat The Truth, narrated by Marianne Thieme (2007). It was also frequently referenced as a scientific source in the documentary Cowspiracy (2014). 
この報告書は、 マリアン・ティーメ(オランダの政治家でアニマルライツ活動家) がナレーションをしている「Meat The Truth」(2007年)というドキュメンタリーの主な科学的出典となっている。また、「Cowspiracy」(2014年)のドキュメンタリーでも、頻繁に科学的な出典として名前があげられている。